# Charles Benoît Hase
Pour les articles homonymes, voir Hase.
Charles Benoît Hase ou Karl Benedikt Hase, né le 11 mai 1780 à Bad Sulza (Saxe-Weimar) et mort le 21 mars 1864 à Paris, est un philologue et archéologue français, d'origine allemande, considéré comme le « plus grand spécialiste de paléographie grecque de son temps ».

## Biographie
Issu d'une ancienne famille bourgeoise, il perd son père en 1791 et bénéficie à Weimar du soutien et des cours de Karl August Böttiger.
En 1798, il étudie à la Faculté de philosophie et de théologie de l'université d'Iéna qu'il quitte rapidement pour celle d'Helmstedt où demeure son oncle. Celui-ci lui obtient un poste au lycée et une bourse. Il entreprend alors des études de philologie classique, apprend le turc et l'arabe et lit le Coran.
De retour à Iéna, il suit les cours de chimie, de géographie, d’histoire naturelle et de mathématiques et approfondit son savoir en langues anciennes. Il apprend aussi le grec moderne. Venu à Paris début 1801, il est élève de Silvestre de Sacy. L'helléniste Jean-Baptiste-Gaspard d'Ansse de Villoison lui confie l'étude de manuscrits grecs et il devient l'ami de la marquise de Condorcet, veuve du philosophe, qui l'introduit dans la franc-maçonnerie. Travaillant à la Bibliothèque impériale, il se lie aussi avec Alexander von Humboldt et Jean-François Champollion.
En septembre 1801, il participe à la libération du Péloponnèse puis, en 1805, obtient un poste au département des manuscrits de la Bibliothèque impériale dont il devient administrateur en 1832. Inspecteur général du concours des lycées, il est aussi le précepteur des enfants de la reine Hortense, dont le futur Napoléon III.
En 1816, il succède à Jean-Baptiste d'Ansse de Villoison à la chaire de grec moderne et de paléographie grecque de l'École des langues orientales vivantes et est élu, en 1824, membre de l'Académie des inscriptions et belles-lettres.
Professeur d'allemand à l'École polytechnique (1830), il appartient aux commissions de l'Académie des inscriptions et belles-lettres dès 1833 pour l'exploration scientifique de l'Algérie et participe à la commission de publication de 1842.
En 1839, il voyage avec les fils de Louis-Philippe en Algérie et visite Alger, Bougie, Philippeville, Bône, Blida et une partie de l'Atlas.
Succédant en 1847 à Pierre Amédée Jaubert, qui avait remplacé Silvestre de Sacy, comme président de l’École des langues orientales vivantes, il est promu commandeur de la Légion d'honneur par Napoléon III. La première chaire de grammaire comparée de la Sorbonne est créée pour lui en 1852 par Napoléon III pour le remercier d'avoir été le précepteur des enfants de la reine Hortense.
Docteur honoris causa de l'université d'Iéna et de l'université Humboldt de Berlin, membre de nombreuses académies, il laisse une importante correspondance qui est conservée au Goethe und Schiller Archiv de Weimar.
De 1853 à 1863, Hase participe à de nombreuses soutenances de thèses de doctorat ès lettres, à la Faculté de Paris, en qualité de membre du jury. 
Il est inhumé le 24 mars 1864 au cimetière de Montmartre (division 23).

## Travaux
On lui doit de nombreux articles ainsi que : 
- Notice d'un manuscrit de la bibliothèque impériale contenant l'ouvrage de Dracon de Stratonicée sur les différentes formes de vers, 1807.
- Recueil de mémoires sur différents manuscrits grecs de la Bibliothèque impériale, 1810.
- Prologus in librum Joannis Lydi de magistratibus romanis, sive commentarius de Joanne Laurentio Philadelpheno Lydo ejusque scriptis, 1812.
- Sur l'origine de la langue grecque vulgaire, et sur les avantages que l'on peut retirer de son étude, 1816.
- Sur un fragment d'Euripide conservé dans le manuscrit grec n°106 de la Bibliothèque du roi, 1818.